# Rüthen
Rüthen – miasto w Niemczech, w kraju związkowym Nadrenia Północna-Westfalia, w rejencji Arnsberg, w powiecie Soest. Według danych szacunkowych na rok 2010 liczy 10 510 mieszkańców.

## Współpraca
Miejscowości partnerskie:
- Dereham, Anglia
- Egeln, Saksonia-Anhalt